# Rász el-Haima-i nemzetközi repülőtér
A Rász el-Haima-i nemzetközi repülőtér (IATA: RKT, ICAO: OMRK) (arab: مطار رأس الخيمة الدولي) egy repülőtér 20 kilométerre délre Rász el-Haimától, az Egyesült Arab Emírségekben. A repülőtér két utasterminállal, valamint teherszállító, repülőgép-karbantartó és légikiképző létesítményekkel rendelkezik.

## Története
A repülőteret 1976-ban a régóta uralkodó, II. Szakr rasz al-kaimai emír avatta fel. A Dubaji nemzetközi repülőtérrel ellentétben ez a repülőtér nem fejlődött nemzetközi vagy regionális légiközlekedési csomóponttá.
2007-ben a RAK Airways nemzeti légitársaságként kezdte meg működését a repülőtéren. A globális gazdasági válság miatt 2008-ban felfüggesztette rendszeres működését. 2010-ben új márkanévvel és új vezetéssel újraindult, de 2013-ban végleg felfüggesztette működését.
2014-ben az Air Arabia a RAK Airways működésének felfüggesztését követően kereskedelmi járatokat indított különböző célállomásokra, többek között Pakisztánba, Egyiptomba, Szaúd-Arábiába és Bangladesbe. Rász el-Haima az Air Arabia csomópontjaként lett kijelölve egy tízéves időszakra, amely ezt követően meghosszabbítható.
A repülőtér a Perzsa-öböl arab államai közül másodikként szerezte meg az ISO 9001:2000 minőségű vezetési akkreditációt. A Rász el-Haima-i nemzetközi repülőtér jelenleg az áruszállítás vonzására irányuló erőfeszítésekre összpontosít, különösen a Rász el-Haima-i Szabadkereskedelmi Övezet alá tartozó létesítményekre.

## Légitársaságok és célállomások
| Légitársaság                    | Célállomások |
| ------------------------------- | --- |
| Air Arabia                      | Kairó, Dakka, Iszlámábád, Dzsidda, Lahor, Pesavar                                                                         |
| Air India Express               | Kozsíkóde |
| Belavia                         | Minszk |
| Corendon Airlines               | Szezonális charter: Düsseldorf (2022. november 1-jétől), Frankfurt (2022. november 4-től), München (2022. november 2-tól) |
| FlyEgypt                        | Kairó |
| Pakistan International Airlines | Pesavar |
| Pegasus Airlines                | Isztambul–Sabiha Gökçen                                                                                                   |
| S7 Airlines                     | Szezonális: Novoszibirszk                                                                                                 |
| SCAT Airlines                   | Aktau, Aktöbe, Almati, Atirau, Karaganda, Nur-Szultan, Oral, Simkent                                                      |
| SpiceJet                        | Delhi, Kozsíkóde, Mumbai, Szúrat                                                                                          |
| Ural Airlines                   | Moszkva–Domogyedovo, Moszkva–Zsukovszkij                                                                                  |

## Balesetek és incidensek
- 1998 júliusában egy ukrán Iljusin Il-76-os teherszállító repülőgép nem sokkal felszállás után a tengerbe zuhant. A személyzet mind a 8 tagja elhunyt.[17][18]

## Jelentősége a popkultúrában
2015-ben a Rász el-Haima-i nemzetközi repülőtér szolgált az Akshay Kumar főszereplésével készült Airlift című hindi film forgatási helyszínéül.

## Futópályák
A repülőtér futópályái:
- 16/34 (3760 m, 45 m, aszfalt)

## Fordítás
Ez a szócikk részben vagy egészben  a   Ras Al Khaimah International Airport című angol Wikipédia-szócikk ezen változatának fordításán alapul.  Az eredeti cikk szerkesztőit annak laptörténete sorolja fel. Ez a jelzés csupán a megfogalmazás eredetét és a szerzői jogokat jelzi, nem szolgál a cikkben szereplő információk forrásmegjelöléseként.